# Henry Tiller
Henry Tiller (14 giugno 1914 – 1º gennaio 1999) è stato un pugile norvegese.

## Palmarès

### Olimpiadi
- Argento a Berlino 1936 nei pesi medi.